# Anna de Haze

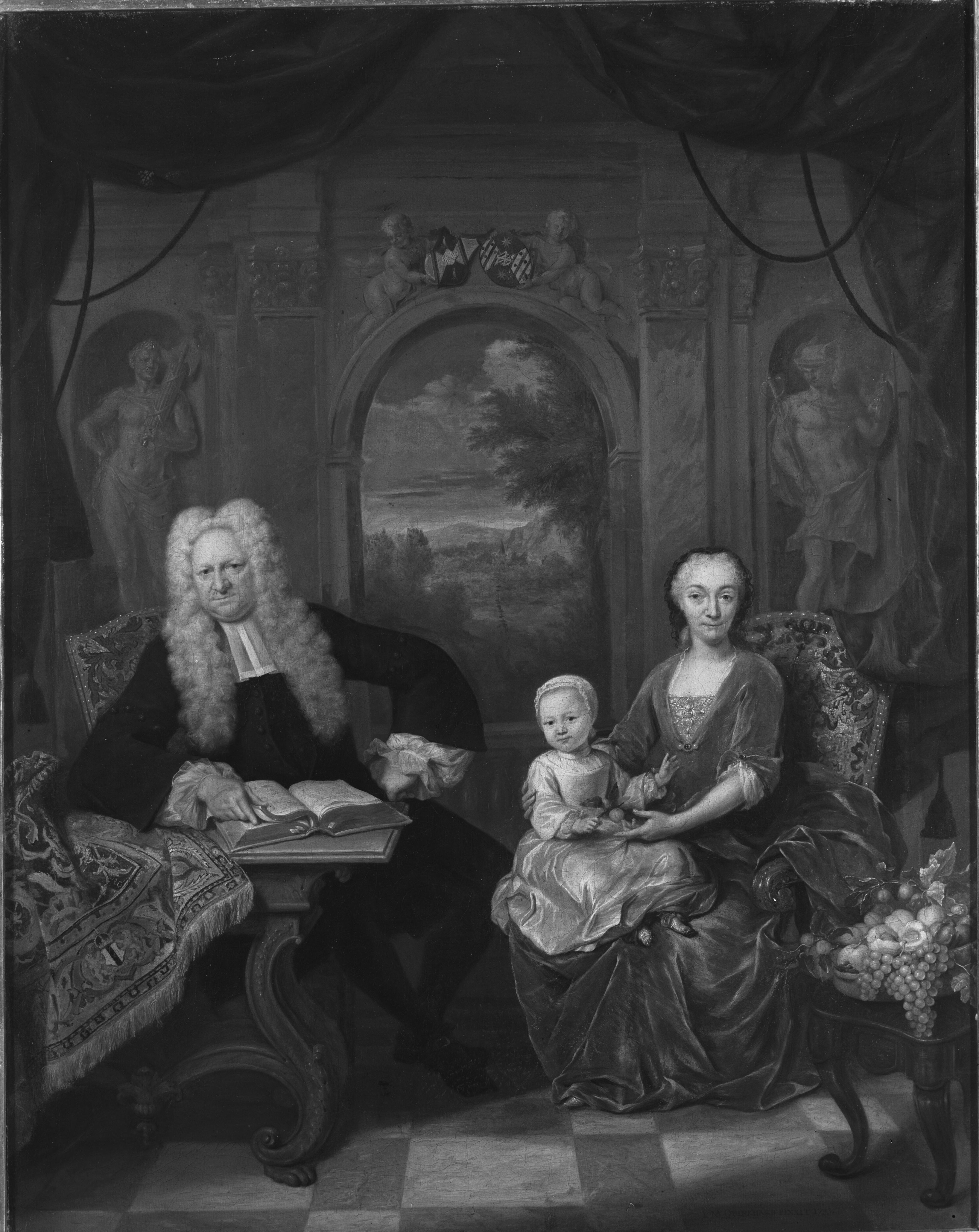
Burgemeester Lieve Geelvinck, Anna de Haze en kleinkind in 1733 door J.M. Quinckhard

Anna de Haze de Giorgio (Amsterdam, 4 november 1690 - aldaar, 17 augustus 1761) was in haar tijd de rijkste vrouw van Amsterdam en bezitster van onroerend goed onder meer aan de Amsterdamse Herengracht en een buitenhuis in Vogelenzang. Ze was vrouwe van Stabroek (België), Heerlijkheid Mijnden en de beide Loosdrechten (Oud-Loosdrecht en Nieuw-Loosdrecht).

## Biografie
De Haze was een dochter van Jeronimus de Haze de Georgio en Margaretha Helena van Swaenswijck. Zij erfde van haar kinderloze oom Jeronimo de Haze, een koopman op de Levant en burgemeester van Amsterdam, drie en een half miljoen gulden, twee riante grachtenpanden, een buitenhuis in Vogelenzang en de titel Vrouwe van Mijnden en de beide Loosdrechten. Anna de Haze was daarmee de rijkste dame in de stad. Ze liet kort daarop het huis, tegenwoordig Herengracht 520, van binnen aanpassen en verfraaien met een kroonlijst in Lodewijk XIV-stijl, etc., etc.
Zij was weduwe van burgemeester Gilles Graafland. Haar dochter, Johanna Jacoba Graafland trouwde in 1729 met Nicolaes Geelvinck. Het jaar daarop trouwde Anna de Haze zijn vader, burgemeester Lieve Geelvinck. Haar stiefdochter Agatha Levina Geelvinck kwam naast haar wonen. Haar andere stiefdochter betrok Herengracht 466, eveneens in haar bezit.
Anna de Haze had een uitgebreide verzameling porselein uit Meissen, hetgeen dominee Joannes de Mol uit Oud-Loosdrecht mogelijk heeft geïnspireerd tot het opstarten van een porseleinfabriek in Loosdrecht. Bij het overlijden van Anna de Haze schreef de dominee een lijkdicht.